# Boemia Centrale
La Boemia Centrale (in ceco Středočeský kraj) è una regione (kraj) della Repubblica Ceca, posizionata nella parte meridionale della regione storica della Boemia. Il suo centro amministrativo è la capitale ceca Praga (in ceco Praha), che è situata al centro della regione, ma non ne fa amministrativamente parte, in quanto costituisce una regione autonoma.

## Distretti
| Distretti della Boemia Centrale | - Distretto di Benešov - Distretto di Beroun - Distretto di Kladno - Distretto di Kolín - Distretto di Kutná Hora - Distretto di Mělník - Distretto di Mladá Boleslav - Distretto di Nymburk - Praha-východ (Est) - Praha-západ (Ovest) - Distretto di Příbram - Distretto di Rakovník |

## Città
- Beroun
- Kladno
- Kolín
- Kralupy nad Vltavou
- Kutná Hora
- Mělník
- Mladá Boleslav
- Nymburk
- Poděbrady
- Rakovník
- Slaný